# Colonia Letigio
Colonia Letigio är en ort i Mexiko, tillhörande kommunen Zumpango i delstaten Mexiko. Colonia Letigio ligger i den centrala delen av landet och tillhör Mexico Citys storstadsområde. Orten hade 114 invånare vid folkräkningen 2010.